# Al-Abbàs ibn al-Walid
Al-Abbàs ibn al-Walid —àrab: العباس بن المليد, al-ʿAbbās b. al-Walĩd— (? - Haran, 750) fou un general omeia, fill del califa al-Walid I. Va lluitar sovint contra els romans d'Orient junt amb son oncle Màslama ibn Abd-al-Màlik i va conquerir la important fortalesa capadòcia de Tíana al començament del regnat del seu pare. Aquesta era la principal fortalesa grega de la zona i l'èxit el va completar amb la conquesta de la ciutat de Tíana, propera a la fortalesa, després d'un llarg setge (fou conquerida el maig del 707 segons els historiadors àrabs i el maig del 709 segons els romans d'Orient).
Després al-Abbàs i Maslama van dirigir diverses expedicions, junts o cadascun pel seu compte. Al-Abbàs va conquerir Sebastopol de Cilícia, mentre Màslama ocupava Amasia, al Pont (712). El 713 al-Abbàs va conquerir Antioquia de Pisídia.
El 720, després de la mort del califa Úmar II, el governador d'Iraq, Yazid ibn al-Muhàl·lab, es va revoltar a Bàssora i al-Abbàs fou enviat contra ell. Mort el rebel en un combat es va restablir la tranquil·litat a la zona.
En el regnat d'al-Walid II no es va voler unir a son germà Yazid en la conspiració de la branca marwànida de la dinastia, però finalment quan va esclatar la lluita, va haver de secundar als colpistes (744). El darrer califa omeia, Marwan II, el va fer empresonar i va morir tancat a Haran durant una epidèmia (750).